# Мьянма на летних Олимпийских играх 2000
Мьянма принимала участие в Летних Олимпийских играх 2000 года в Сиднее (Австралия) в тринадцатый раз за свою историю, но не завоевала ни одной медали. Сборную страны представляли 6 женщин.

## Состав олимпийской сборной Мьянмы

### Тяжёлая атлетика
Спортсменов — 2
В рамках соревнований по тяжёлой атлетике проводятся два упражнения - рывок и толчок. В каждом из упражнений спортсмену даётся 3 попытки, в которых он может заказать любой вес, кратный 2,5 кг. Победитель определяется по сумме двух упражнений.
Женщины
| Спортсмен   | Категория | Вес   | Рывок | Рывок | Рывок | Толчок | Толчок | Толчок | Всего | Место |
| Спортсмен   | Категория | Вес   | 1     | 2     | 3     | 1      | 2      | 3      | Всего | Место |
| ----------- | --------- | ----- | ----- | ----- | ----- | ------ | ------ | ------ | ----- | ----- |
| Вин Кай Тхи | до 48 кг  | 47,48 | 80,0  | 85,0  | 85,0  | 100,0  | 105,0  | 105,0  | 180,0 | 4     |
| Вин Свэ Свэ | до 53 кг  | 52,08 | 85,0  | 87,5  | 87,5  | 105,0  | 110,0  | 117,5  | 195,0 | 5     |